# Crash-inductie
Crash-inductie is een methode die gebruikt wordt om een patiënt die niet nuchter is of waarvan niet zeker is of deze nuchter is in spoedgevallen toch onder narcose te brengen. In normale gevallen wordt bij een niet nuchtere patiënt de operatie uitgesteld. 
Tijdens narcose (algehele anesthesie) wordt een patiënt geïntubeerd om beademd te kunnen worden. Om beschadiging aan de stembanden te voorkomen en de intubatie te vergemakkelijken wordt hiervoor een spierverslapper toegediend.
Bij een niet nuchtere patiënt kan hierdoor maaginhoud met een zuurgraad vergelijkbaar met die van zoutzuur naar boven komen en via de luchtpijp in de longen belanden. Dit levert ernstige en vaak onherstelbare schade aan de longen op, waardoor goede beademing (op dat moment) niet meer mogelijk is.
Om dit in spoedgevallen te voorkomen wordt voor de zeer kort werkende maar depolariserende spierverslapper succinylcholine gekozen en wordt door op de kraakbeen ringen van de luchtpijp onder het strottenhoofd te duwen door de luchtpijp (deze blijft open door het kraakbeen) de slokdarm dicht geduwd. Tevens wordt vaak voor thiopental als inleidend anestheticum gekozen vanwege de anti-convulsieve werking.